# Chatree Chimtalay
Chatree Chimtalay ou ชาตรี ฉิมทะเล en thaï, né le 14 décembre 1983 à Nakhon Ratchasima, est un footballeur thaïlandais.

## Palmarès

### En club
- Bangkok Glass :
  - Vainqueur de la Coupe de la Reine en 2009.
  - Vainqueur de la Supercoupe de Thaïlande en 2009.
  - Vainqueur de la Coupe de Singapour en 2010.

## Statistiques

### Buts en sélection
Le tableau suivant liste les résultats de tous les buts inscrits par Chatree Chimtalay avec l'équipe de Thaïlande.